# BNS Osman
BNS Osman là một tàu chiến thuộc biên chế Hải quân Bangladesh, mua vào năm 1989 từ Trung Quốc. Đây là tàu khu trục nhỏ đầu tiên được đưa vào hoạt động trong Hải quân Bangladesh.

## Lịch sử
Lớp tàu 053  Osman  trước đây được gọi là Xiangtan, được phục vụ trong biên chế Hạm đội Nam Hải (Hải quân Quân Giải phóng Nhân dân Trung Quốc). Nó được đưa vào hoạt động trong KHHGĐ vào ngày 20 tháng 12 năm 1987. Trong dịch vụ của PLAN, tàu này đã tham gia Hải chiến Gạc Ma - Cô Lin - Len Đao ngày  tháng 3 năm 1988 chống lại Hải quân Nhân dân Việt Nam vào ngày 14 tháng 3 năm 1988 và đánh chìm tàu vận tải của Việt Nam HQ-605. Năm 1989, chiếc tàu đã được bán cho Hải quân Bangladesh. Cô được ủy nhiệm làm Hải quân Bangladesh như là một  Osman  vào ngày 4 tháng 11 năm 1989. Cô là tàu khu trục tên lửa đầu tiên được đưa vào hoạt động Hải quân Bangladesh.

## Hoạt động
Osman đã được triển khai tại Liban cùng UN trong Lực lượng Tạm thời của Liên Hợp Quốc ở Lebanon (UNIFIL) từ ngày 17 tháng 5 năm 2010 đến ngày 14 tháng 6 năm 2014. Cô ấy đã trở lại Bangladesh vào ngày 11 tháng 8 năm 2014. Trên đường đi, tàu đã đến thăm Cảng Salalah và Cảng Sultan Qaboos của Oman, Cảng Colombo của Sri Lanka và Cảng Mumbai, Cảng Chennai của Ấn Độ trên sứ mệnh thiện chí.
Vào ngày 11 tháng 10 năm 2014, Osman được trao danh hiệu "Tiêu chuẩn Quốc gia" để công nhận tàu có dịch vụ xuất sắc trong Hải quân Bangladesh trong và ngoài nước.

## Thiết kế
Được chạy bởi 2 động cơ 8,000 hp loại 12 động cơ diesel E 390V vận hành hai cánh quạt,  Osman  có tốc độ tối đa 26 hải lý trên giờ (48 km/h; 30 mph). Tàu hoạt động 2,700 hải lý (5,000 km; 3,107 mi) với 18 hải lý trên giờ (33 km/h; 21 mph).

### Vũ khí
Vũ khí chính của tàu bao gồm tám Tên lửa chống tàu C-802. Vũ khí thứ cấp của cô gồm có hai đôi sinh đôi  mm súng, gắn trên cung và đuôi. Vũ khí phòng không vũ khí bao gồm bốn AK-230 nòng đôi 37 mm. Với vũ khí chống ngầm, nó được trang bị hai máy phóng tên lửa chống tàu ngầm RBU-1200 và hai loại vữa chứa có độ sâu BMB-2. Tàu có thể mang đến 60 viên.

### Thiết bị điện tử
Nó được trang bị một radar MX 902 để tìm kiếm không khí và bề mặt và một Type 352 Radar radar để tìm kiếm bề mặt và kiểm soát hỏa hoạn.